# Bedotia albomarginata
Espèce
Synonymes
- Bedotia vondrozo Sparks & Stiassny, 2003[2]

Statut de conservation UICN

 EN B1ab(iii) : En danger
Bedotia albomarginata est une espèce de poissons de la famille des Bedotiidae endémique des cours d'eau de Madagascar.

## Description
La taille maximale connue pour Bedotia albomarginata est de 88 mm.

## Étymologie
Son nom spécifique du latin alba, « blanc », et marginatus, « bordé », fait référence aux rayures blanches présentes le long de la seconde nageoire dorsale et de l'anale

## Publication originale
- (en) Sparks & Rush, 2005 : A new rainbowfish (Teleostei: Melanotaenioidei: Bedotiidae) from the southeastern highlands of Madagascar, with comments on the biogeography of Bedotia. Zootaxa, vol. 1051, n. 1, pp. 39-54[4] (introduction).